# 松城街道 (赤峰市)
松城街道是中国内蒙古自治区赤峰市松山区下辖的一个街道办事处。

## 历史沿革
松城街道的前身是赤峰市松山园区管理委员会，2019年7月，赤峰市松山区成立松城街道筹备处，2021年，松山园区管委会撤销，其职能并入松城街道筹备处。

## 行政区划
松城街道共辖2个社区，分别是：
星光天地社区和新希望社区。